# Svenska mästerskapen i längdskidåkning 1996
Svenska mästerskapen i längdskidåkning 1996 arrangerades i Umeå.

## Medaljörer, resultat

### Herrar
| Gren                    | Guld                                                           | Guld                                                           | Silver         | Silver     | Brons            | Brons          |
| 15 km (F)               | Vladimir Smirnov                                               | Stockviks SF                                                   | Niklas Jonsson | Piteå SGIF | Torgny Mogren    | Åsarna IK      |
| 30 km (F)               | Vladimir Smirnov                                               | Stockviks SF                                                   | Niklas Jonsson | Piteå SGIF | Torgny Mogren    | Åsarna IK      |
| 50 km (K)               | Niklas Jonsson                                                 | Piteå SGIF                                                     | Torgny Mogren  | Åsarna IK  | Christer Majbäck | Jukkasjärvi IF |
| Jaktstart (10 F + 15 K) | Vladimir Smirnov                                               | Stockviks SF                                                   | Niklas Jonsson | Piteå SGIF | Torgny Mogren    | Åsarna IK      |
| Stafett 3 x 10 km (K)   | Åsarna IK (Morgan Göransson, Daniel Gideonsson, Torgny Mogren) | Åsarna IK (Morgan Göransson, Daniel Gideonsson, Torgny Mogren) |                |            |                  |                |
| Lagtävling 15 km        | Åsarna IK                                                      | Åsarna IK                                                      |                |            |                  |                |
| Lagtävling 30 km        | Åsarna IK                                                      | Åsarna IK                                                      |                |            |                  |                |
| Lagtävling 50 km        | Åsarna IK                                                      | Åsarna IK                                                      |                |            |                  |                |
| Lagtävling Jaktstart    | Åsarna IK                                                      | Åsarna IK                                                      |                |            |                  |                |

### Damer
| Gren                   | Guld                                                                   | Guld                                                                   | Silver           | Silver            | Brons            | Brons             |
| 5 km (F)               | Annika Evaldsson                                                       | Brunflo IF                                                             | Karin Säterkvist | Kvarnsvedens GoIF | Sara Hugg        | Stockviks SF      |
| 15 km (F)              | Sara Hugg                                                              | Stockviks SF                                                           | Karin Säterkvist | Kvarnsvedens GoIF | Annika Evaldsson | Brunflo IF        |
| 30 km (K)              | Kerrin Petty                                                           | IFK Mora                                                               | Annika Evaldsson | Brunflo IF        | Sara Hugg        | Stockviks SF      |
| Jaktstart (5 F + 10 K) | Karin Öhman                                                            | Stockviks SF                                                           | Annika Evaldsson | Brunflo IF        | Karin Säterkvist | Kvarnsvedens GoIF |
| Stafett 3 x 5 km (K)   | Kvarnsvedens GoIF (Karin Säterkvist, Annelie Svensson, Anna Frithioff) | Kvarnsvedens GoIF (Karin Säterkvist, Annelie Svensson, Anna Frithioff) |                  |                   |                  |                   |
| Lagtävling 5 km        | Kvarnsvedens GoIF                                                      | Kvarnsvedens GoIF                                                      |                  |                   |                  |                   |
| Lagtävling 15 km       | Stockviks SF                                                           | Stockviks SF                                                           |                  |                   |                  |                   |
| Lagtävling 30 km       | Stockviks SF                                                           | Stockviks SF                                                           |                  |                   |                  |                   |
| Lagtävling Jaktstart   | Stockviks SF                                                           | Stockviks SF                                                           |                  |                   |                  |                   |

### Webbkällor
- Svenska Skidförbundet
- Sweski.com